# Quidenham
Quidenham is een civil parish in het bestuurlijke gebied Breckland, in het Engelse graafschap Norfolk met 560 inwoners.